# Écluse de Réchicourt-le-Château
L’écluse de Réchicourt-le-Château est un ouvrage d’art construit en 1965 sur le canal de la Marne au Rhin.

## Description
L’écluse a une hauteur de chute variant de 15,45 à 16,10 m, selon le niveau d'eau dans le canal et remplace six écluses plus anciennes. Elle permet ainsi un passage de bateau en trente minutes au lieu de six heures auparavant. Cette écluse est l'écluse française ayant la plus grande hauteur de chute sur un canal au gabarit Freycinet.
Le sas de l'écluse a une profondeur minimale de 2,6 m, une largeur de 6 m et une longueur de 40 m, pour un volume de 3 768 m3 environ. À l'aval, le sas est fermé par une porte levante et à l'amont ce sont deux portes busquées de 20 m de haut qui assurent la fermeture. L'ensemble des organes (portes et vannes) est manœuvré par des vérins hydrauliques et piloté depuis une cabine de manœuvre.

### Photos

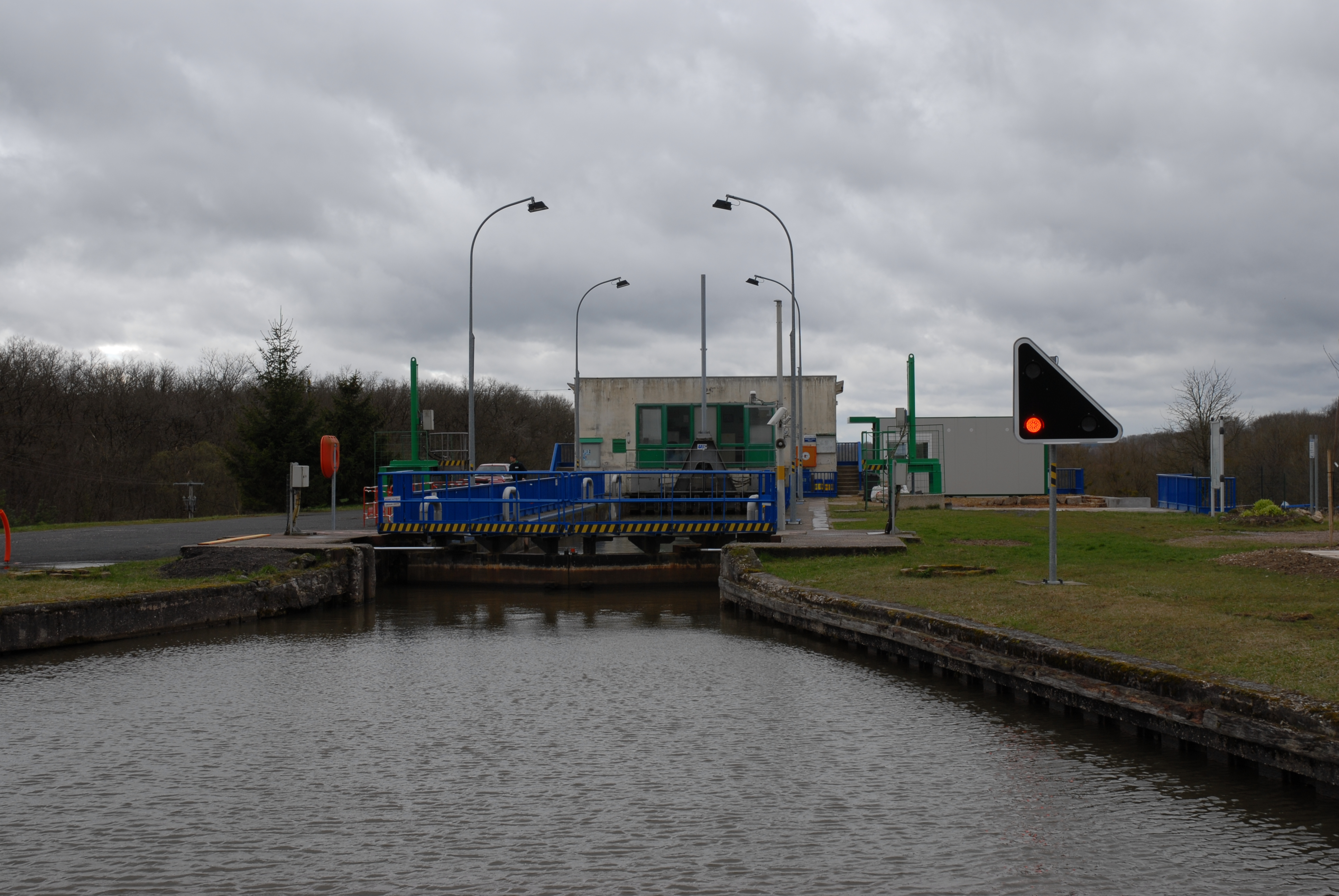
Arrivée à l'écluse par le côté amont.
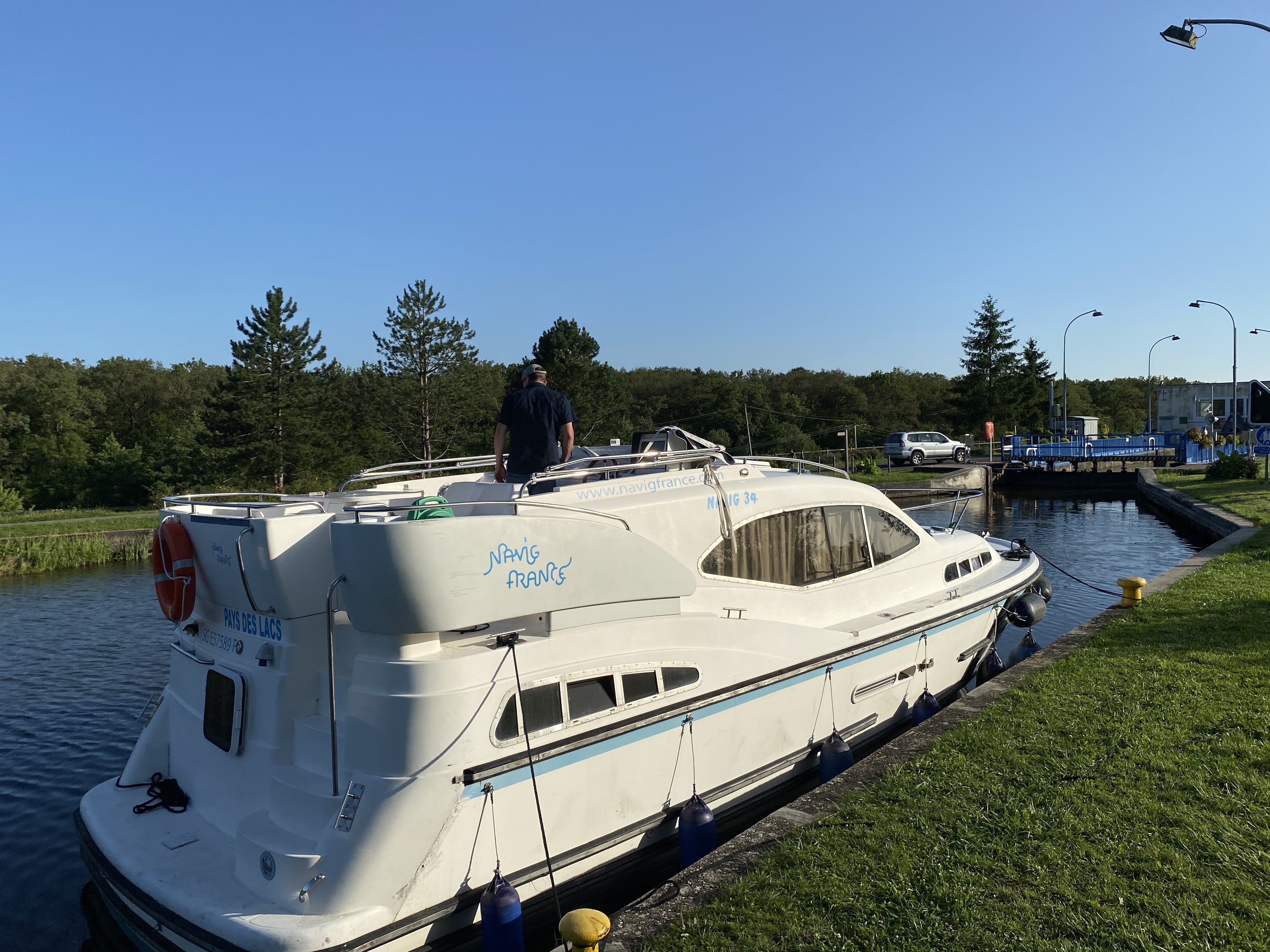
Bateau stationné devant l'écluse
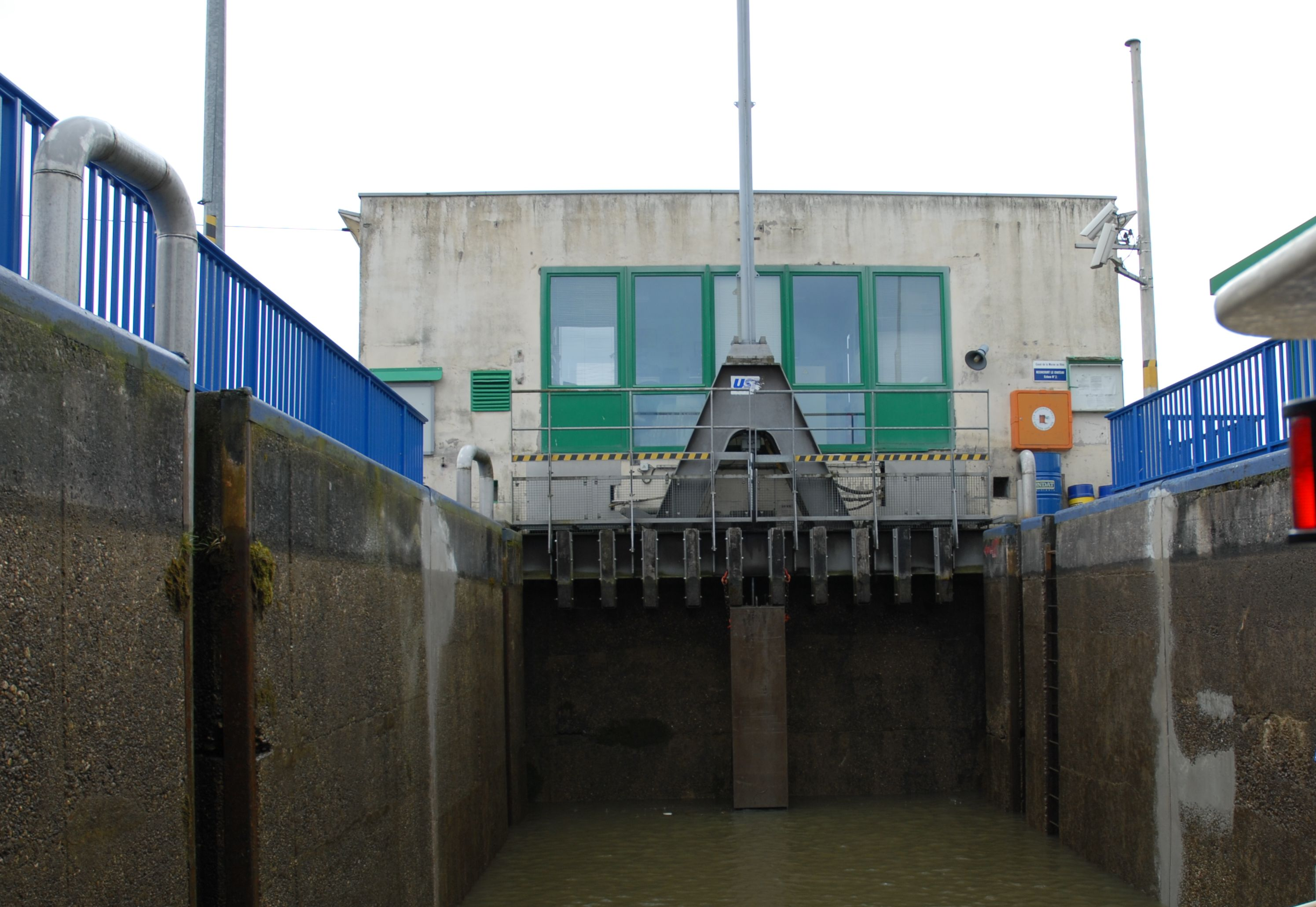
Intérieur du sas, vue vers l'aval. En haut, la cabine de manœuvre.
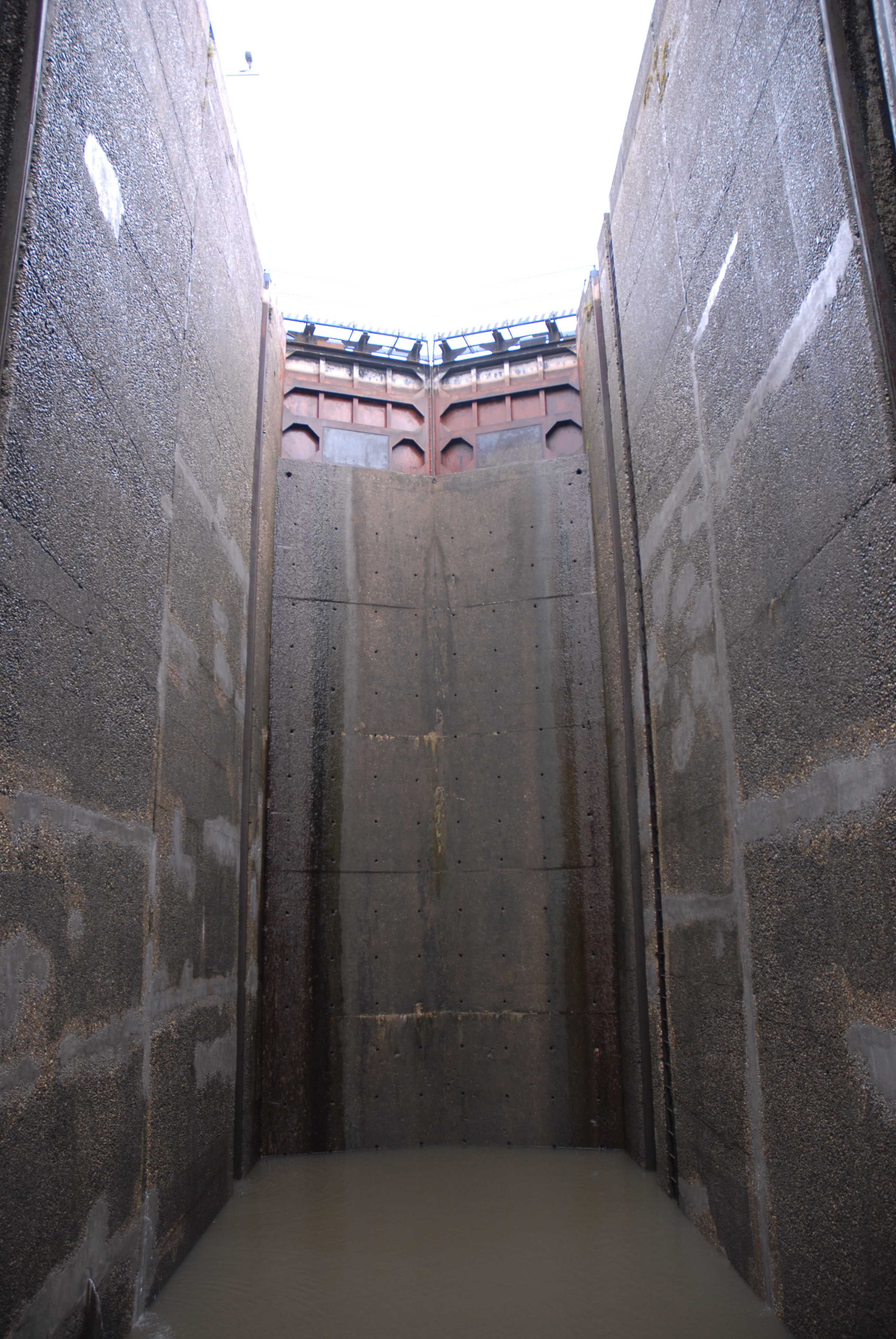
Intérieur du sas, vue vers l'amont ; détail des deux portes busquées.
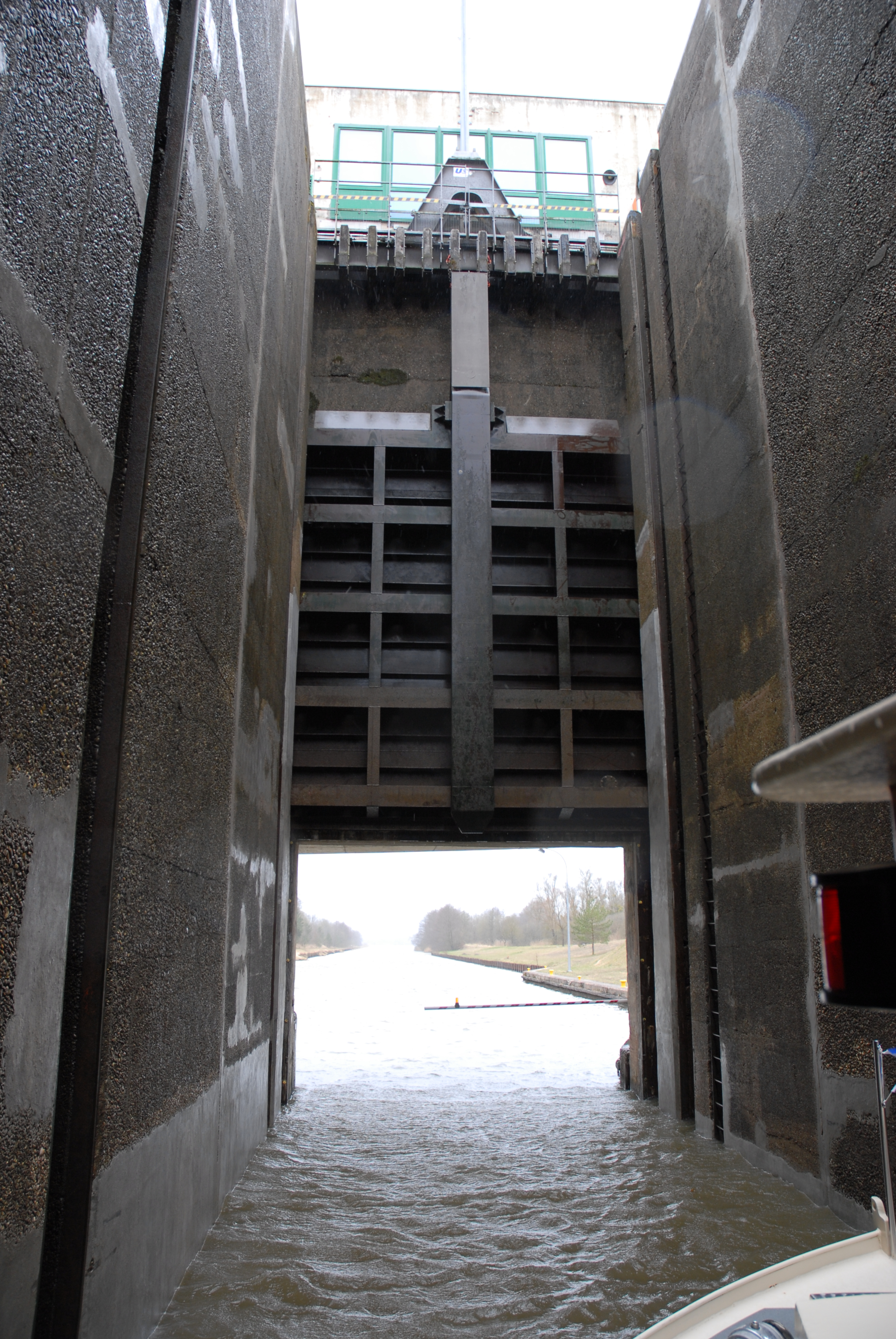
Vue depuis le sas la porte levante côté aval (porte ouverte).